# Swords (Irlanda)
Swords (do irlandês: Sord ou Sord Cholmcille) é uma cidade de Fingal no condado de Dublin, Irlanda. É definida de diversas maneiras como uma cidade satélite expansiva dentro da área de influência de Dublin, como um subúrbio grande da capital e como uma cidade emergente.
O principal centro comercial da cidade é o Pavilions Shopping Center, com lojas conhecidas nacionalmente como Primark, Boots, SuperValu, Holland & Barrett, AnPost e Dunnes Stores.
Fica a cerca de 13 km a norte do centro da cidade de Dublin e a 4km do Aeroporto de Dublin.